# Rijksbeschermd gezicht Veenklooster
Gezicht Veenklooster is een van rijkswege beschermd dorpsgezicht in Veenklooster in de Nederlandse provincie Friesland. De procedure voor aanwijzing werd gestart op 20 april 1988. Het gebied werd op 28 maart 1991 definitief aangewezen. Het beschermd gezicht beslaat een oppervlakte van 16,6 hectare.